# リェイダ大学
リェイダ大学 （カタルーニャ語:Universitat de Lleida、スペイン語: Universidad de Lérida、略称 UdL) は、スペイン・カタルーニャ州リェイダ県リェイダにある公立大学。

## 歴史
歴史的な起源は、カタルーニャ、そしてアラゴン連合王国で最初に設立された大学とされる。その設立は1297年から1301年の間で、バレンシア大学 (en) ような当時の他の大学と同様の組織をもったストゥディウム・ゲネラーレであり、そのスペイン語である Estudi General (アストゥディ・ジェネラル) がそのまま大学名であったと考えられている。しかし1717年にフェリペ5世がカタルーニャの大学廃止を命じ、同地の他の大学とカタルーニャの政策研究を行っていた研究所とともに閉鎖された。リェイダの東約70kmにあるサルベラが1713年にスペイン継承戦争でフェリペ5世側についたため、フェリペ5世はそこに大学を設立し、カタルーニャの学問はそこに集約されることになった。

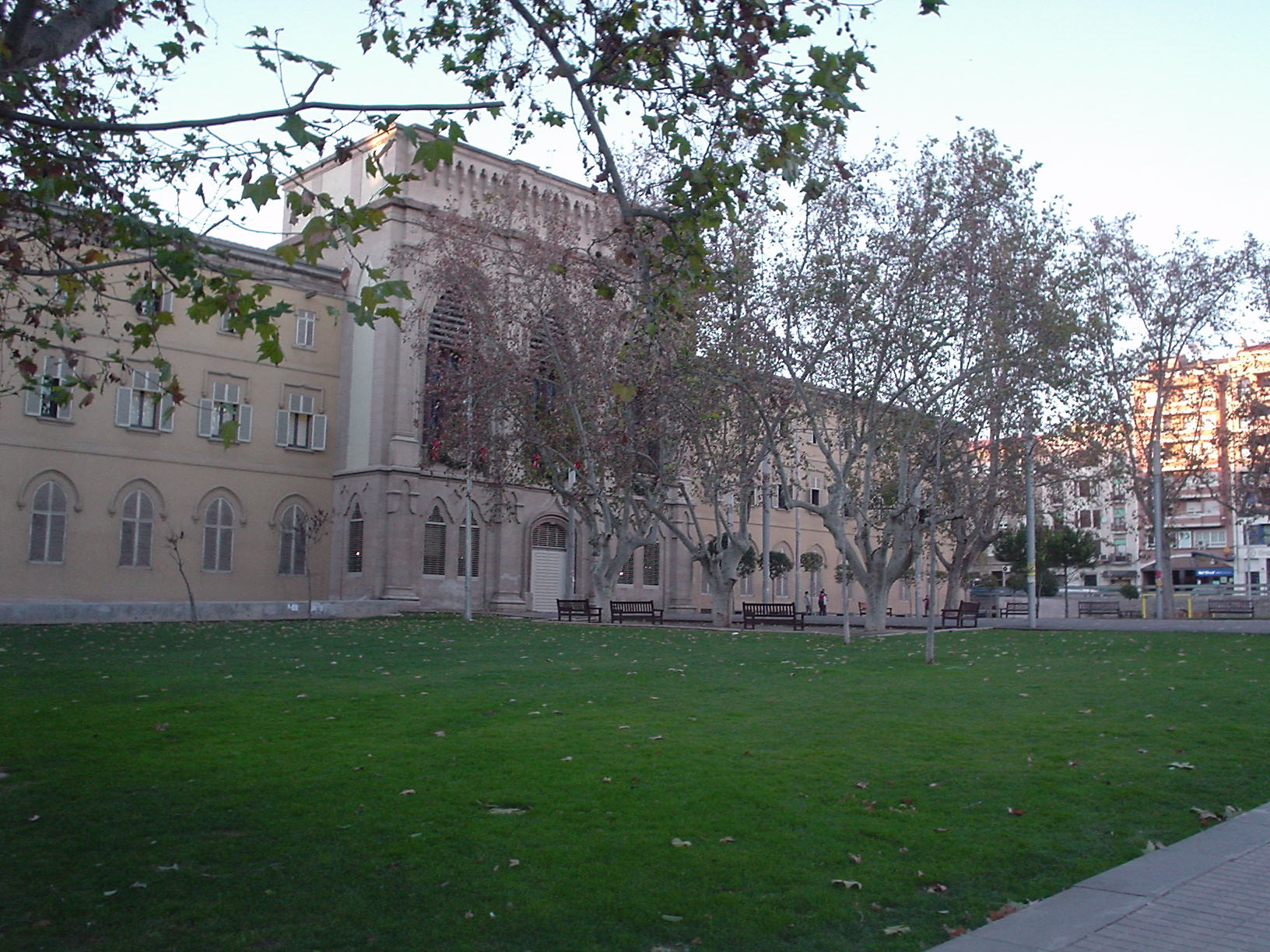
ランブラ・ダラゴ (Rambla d'Aragó) キャンパス

しかしその後200年以上を経てカタロニアの議会でリェイダ大学の再設立が決まり、1991年の12月12日に再設立された。まず大学はランブラ・ダラゴの歴史啓発施設の横に建てられ、現在はウニベルシタ（Universitat）と呼ばれ多くの建物が造られている。その後リェイダ市内のカポント地区に新たなより広いキャンパスを設け、理工系、法学、教育系の学部がそこに設置されている。

## 関連項目

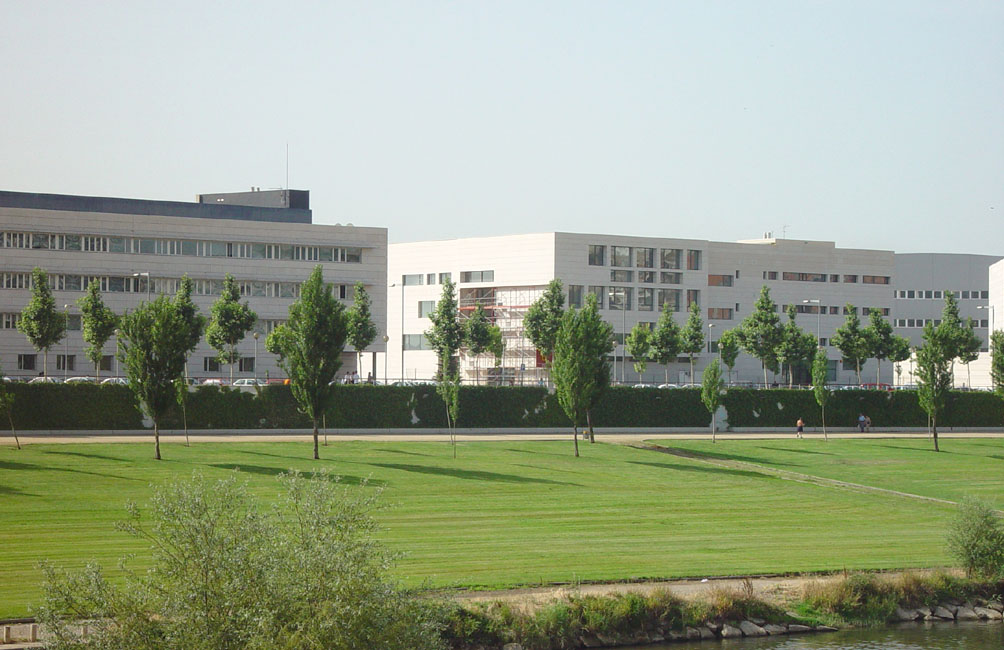
カポント (en) キャンパス